# Deuteronomos pallidior
Deuteronomos pallidior là một loài bướm đêm trong họ Geometridae.